# Галіївська сільська рада
Галіївська сільська рада — колишня адміністративно-територіальна одиниця та орган місцевого самоврядування у Янушпільському, Бердичівському і Чуднівському районах Волинської і Бердичівської округ, Вінницької й Житомирської областей Української РСР та України з адміністративним центром у с. Галіївка.

## Населені пункти
Сільській раді були підпорядковані населені пункти:
- с. Галіївка

## Населення
Кількість населення ради, станом на 1923 рік, становила 1 405 осіб, кількість дворів — 329.
Відповідно до перепису населення СРСР, на 17 грудня 1926 року чисельність населення ради становила 1 468 осіб, з них за статтю: чоловіків — 719, жінок — 749; за етнічним складом: українців — 1 295, росіян — 3, євреїв — 1, поляків — 167, чехів — 2. Кількість домогосподарств — 312, з них, несільського типу — 4.
Станом на 5 грудня 2001 року, відповідно до перепису населення України, кількість мешканців сільської ради становила 712 осіб.

## Склад ради
Рада складалась з 14 депутатів та голови.

## Керівний склад сільської ради
| ПІБ                    | Основні відомості                                                 | Дата обрання | Дата звільнення |
| ---------------------- | ----------------------------------------------------------------- | ------------ | --------------- |
| Козлюк Йосип Дмитрович | Сільський голова, 1962 року народження, освіта, безпартійний      | 26.03.2006   | 31.10.2010      |
| Козлюк Йосип Дмитрович | Сільський голова, 1962 року народження, освіта вища, безпартійний | 31.10.2010   |                 |

Примітка: таблиця складена за даними джерела

## Історія
Створена 1923 року в складі с. Галіївка та хутора Васильківщина Янушпільської волості Житомирського повіту Волинської губернії. Станом на 1 жовтня 1941 року х. Васильківщина не перебуває на обліку населених пунктів.
Станом на 1 вересня 1946 року сільська рада входила до складу Янушпільського району Житомирської області, на обліку в раді перебувало с. Галіївка.
11 серпня 1954 року, внаслідок виконання указу Президії Верховної ради УРСР «Про укрупнення сільських рад по Житомирській області», сільську раду ліквідовано, територію приєднано до Маловолицької сільської ради Янушпільського району. Відновлена 5 липня 1965 року, відповідно до рішення Житомирського облвиконкому № 403 «Про зміни в адміністративно-територіальному поділі Бердичівського, Дзержинського, Любарського, Новоград-Волинського і Радомишльського районів та про об'єднання окремих населених пунктів області», в складі сіл Бейзимівка Бабушківської та Галіївка Маловолицької сільських рад Бердичівського району.
Станом на 1 січня 1972 року сільська рада входила до складу Чуднівського району Житомирської області, на обліку в раді перебували села Бейзимівка та Галіївка.
17 січня 1977 року, відповідно до рішення Житомирського ОВК № 24 «Про питання адміністративно-територіального поділу окремих районів області», адміністративний центр перенесено до с. Бейзимівка з перейменуванням ради на Бейзимівську; с. Галіївка передане до складу Маловолицької сільської ради. Відновлена 21 червня 1991 року, відповідно до рішення Житомирської обласної ради «Про внесення змін в адміністративно-територіальний устрій окремих районів області», в с. Галіївка Маловолицької сільської ради Чуднівського району.
В 2018 році територію та населені пункти ради приєднано до складу новоствореної Вільшанської сільської територіальної громади Чуднівського району Житомирської області.
Входила до складу Янушпільського (7.03.1923 р.), Бердичівського (5.07.1965 р.) та Чуднівського (8.12.1966 р.) районів.